# 977 (szám)
A 977 (római számmal: CMLXXVII) egy természetes szám, prímszám.

## A szám a matematikában
A tízes számrendszerbeli 977-es a kettes számrendszerben 1111010001, a nyolcas számrendszerben 1721, a tizenhatos számrendszerben 3D1 alakban írható fel.
A 977 páratlan szám, prímszám. Kiegyensúlyozott prím. Normálalakban a 9,77 · 102 szorzattal írható fel.
Szigorúan nem palindrom szám.
A 977 négyzete 954 529, köbe 932 574 833, négyzetgyöke 31,25700, köbgyöke 9,92274, reciproka 0,0010235. A 977 egység sugarú kör kerülete 6138,67205 egység, területe 2 998 741,294 területegység; a 977 egység sugarú gömb térfogata 390 6360 325,7 térfogategység.
A 977 helyen az Euler-függvény helyettesítési értéke 976, a Möbius-függvényé −1.